# Congo River
Pour les articles homonymes, voir Congo.
Pour plus de détails, voir Fiche technique et Distribution.
Congo river est un  documentaire franco-belge de Thierry Michel, sorti en 2006, sur le fleuve Congo.

## Synopsis
Sur les traces de Stanley, Congo River nous fait remonter, de l'embouchure à la source, le plus grand bassin fluvial du monde, celui du Congo. Tout au long de ses 4,371 km, nous découvrons les lieux témoins de l'histoire tumultueuse du pays, tandis que les archives nous rappellent les personnages de la mythologie africaine qui ont fait son destin : les colonisateurs Stanley et Léopold II, les dirigeants africains Lumumba et Mobutu. 
Sur les berges, aux différentes étapes du voyage, les images égrènent les joies et les souffrances d'un peuple, les fêtes et les drames qui rythment l'existence des piroguiers, pêcheurs, commerçants, voyageurs, militaires, rebelles, enfants-soldats, miliciens maï-maï, femmes violées... tout un peuple en quête de lumière et de dignité. 
Ce périple est aussi un cheminement personnel, celui d'un cinéaste qui a déjà consacré trois films à l’ex-Zaïre, en montrant l'arrogance du pouvoir et la révolte populaire avec « Zaïre, le cycle du serpent », l'esprit prédateur et bâtisseur avec « Les derniers Colons », la vanité tragique d'un despote shakespearien avec « Mobutu, roi du Zaïre ».

## Fiche technique
- Réalisation : Thierry Michel
- Scénario : Thomas Cheysson et Thierry Michel
- Production : Serge Lalou et Christine Pireaux
- Musique originale : Lokua Kanza
- Photographie : Michel Téchy
- Montage : Marie Quinton
- Durée : 116 minutes
- Pays :  Belgique -  France -  Finlande
- Langue : lingala - swahili - français - anglais
- Dates de sortie : 
  -  Belgique : 29 septembre 2005 (Festival de Namur)
  -  France : 5 avril 2006
  -  Finlande : 26 août 2006 (Festival d'Espoo)

## Distribution
- Olivier Cheysson : Narrateur (voix)
- Thierry Michel : Narrateur (voix)
- Lye Mudaba : Narrateur (voix)

## Éditions
Le double DVD collector comprend :
- Le film Congo river 116 min, sous-titré en français, néerlandais, anglais et allemand.
- Carnets de tournage documentaire 52 min, sous titré en français et anglais
- Interview du réalisateur par Louis Danvers
- Montage vidéo photos sur la musique de Lokua Kanza
- Bande annonce

Le DVD édition simple comprend :
- Le film Congo River 116 min, sous-titré en français, néerlandais, anglais et allemand.

Le livre Congo River (Éditions Renaissance du Livre) avec une préface signée par Colette Braeckman. Pour la première fois, le Congo d'aujourd'hui revisité à travers les méandres de son fleuve par un intéressant trio belgo-congolais. Ce voyage photographique, historique, géographique et mythologique au cœur de l'Afrique est un hymne à la vie, à l'égal de cette végétation indomptable qui enserre le fleuve Congo. Thierry Michel (photographe), Lye Mudaba Yoka (dramaturge) et Isidore Ndaywel è Nziem (historien) nous font remonter de l'embouchure à la source le plus grand bassin fluvial du monde, celui du fleuve Congo, véritable poumon de la vie économique, politique et culturelle du pays.

## Distinctions
- Prix du meilleur film européen d'Art et Essai, au Festival de Berlin - Allemagne
- Prix du meilleur long métrage documentaire au 20e Festival international du cinéma francophone en Acadie - Moncton - Canada
- Prix du public au 11e Afrika Filmfestival - Leuven - Belgique
- Prix de la province du Brabant Flamand
- Ancre de Bronze au 38e Festival international du film maritime, d'exploration et d'environnement - Toulon - France
- Prix François de Roubaix pour la musique au 38e Festival international du film maritime, d'exploration et d'environnement - Toulon - France
- Prix RTL (Meilleur commentaire) au 38e Festival international du film maritime, d'exploration et d'environnement - Toulon - France
- Mention d'honneur au Festival international de Ouidah - Bénin
- Prix Humanum de l'UPCB / UBFP - Union de la presse cinématographique belge - Belgique